# Pouladatig Cave SAC
Pouladatig Cave SAC este o arie protejată (arie specială de conservare — SAC, sit de importanță comunitară — SCI) din Irlanda întinsă pe o suprafață de 3,36 ha, integral pe uscat.

## Localizare
Centrul sitului Pouladatig Cave SAC este situat la coordonatele 52°49′56″N 9°02′11″W / 52.832197°N 9.036494°V.

## Înființare
Situl Pouladatig Cave SAC a fost declarat sit de importanță comunitară în noiembrie 1997 pentru a proteja un număr necunoscut de specii din flora spontană și fauna sălbatică aflate în arealul zonei. Situl a fost protejat și ca arie specială de conservare în februarie 2016.

## Biodiversitate
Situată în ecoregiunea atlantică, aria protejată conține 1 habitat natural: Peșteri inaccesibile publicului.
La baza desemnării sitului se află un număr nedeclarat de specii protejate.